# Бельгийско-нидерландские отношения
Бельгийско-нидерландские отношения — двусторонние дипломатические отношения между Бельгией и Нидерландами. Протяжённость государственной границы между странами составляет 478 км.

## История
С 1815 по 1830 год Бельгия была в составе Нидерландов согласно решению Венского конгресса. 23 сентября 1830 года произошла Бельгийская революция и в том же году Бельгия вышла из состава Нидерландского королевства получив независимость. В настоящее время Нидерланды и Бельгия поддерживают дружеские отношения. Обе страны являются членами НАТО, Европейского союза и Бенилюкса.

## Торговля
Нидерланды экспортируют в Бельгию: технику, оборудование, химикаты, топливо и продовольственные товары. На долю Бельгии приходится 11,1 % всего экспорта Нидерландов. Бельгия представляет собой третьего по величине торгового партнёра Нидерландов по импорту товаров, с долей в 8,2 %. Для Бельгии Нидерланды являются крупнейшим партнёром по импорту товаров (доля 16,7 % от общего объёма импорта страны). По экспорту продукции Нидерланды для Бельгии на третьем месте с долей в 11,4 % от общего объёма экспорта.